# 咂陽
咂陽（英語：fellatio、fellation，俗稱：blowjob、giving head、sucking off），或稱吮陽，俗称吃雞、吹、吹簫、吹喇叭、刷牙，是口交的一種，當中從事者的口部或喉嚨會跟一名男性或自己的陰莖接觸，並以此進行性刺激。以口腔刺激陰囊的行为也可稱为咂陽，但其擁有一个專門俚語——吊茶包。咂陽能助从事者進入性興奮狀態，並可使接受方性高潮。一名伴侶可能會在進行像性交或肛交般的性行為之前，為其男性伴侶咂陽，並以其作為性前戲的一部分；或視其本身就是一種加強身體親密和激起性慾的行為。这种行为能给男性带来极大的快感和满足感。正如大多數性行為一樣，口交可能會傳播性傳播疾病，但相關風險顯著低於陰道交及肛交。
口交在一些地區被視為禁忌，但大多數國家並沒有設立禁止人們進行口交的法律。此外亦有一些人對「為伴侶口交」或「伴侶為自己口交」持負面觀感，並可能因此拒絕從事之。雖然人們普遍認為口交跟失貞與否沒有關係，但人們的看法不盡相同。

## 称谓
在中文，咂陽俗称「吹簫」或「品蕭」，另外现代也以「吹」、「吹喇叭」、「刷牙」、「吃雞」、「哈龜」、「嗍𡳞鳥」（台語、閩南語）、「含朖/咁朖」（潮汕话）、「含𡳞」或「含撚」（粵語）等俗称以形容咂陽。
在印度欲经中，則称「auparishtaka」（或oparishtaka）。
英语可稱咂陽為「blowjob」或「BJ」 有時則稱「giving head」或「going down」。亦称「sucking dick」、「sucking off」。
在英语中，名詞「fellatio」這個字是來自，這個詞在拉丁文中為動詞的過去分詞，意為「吸、吮」。在「fellatio」這個字中，原本拉丁文的「-us」被「-io」所取代，「-io」和「-ion」同為英语詞尾的型態之一，通常用於來自拉丁文形容詞的英语名詞，可以被用來表示某個拉丁文動詞「正在或已經被實現」的一種狀態或動作。
英语另稱「為人咂陽者」為「fellator」，在拉丁文語法性別是男性。用於女性的對等用語為「fellatrix」。

## 實踐

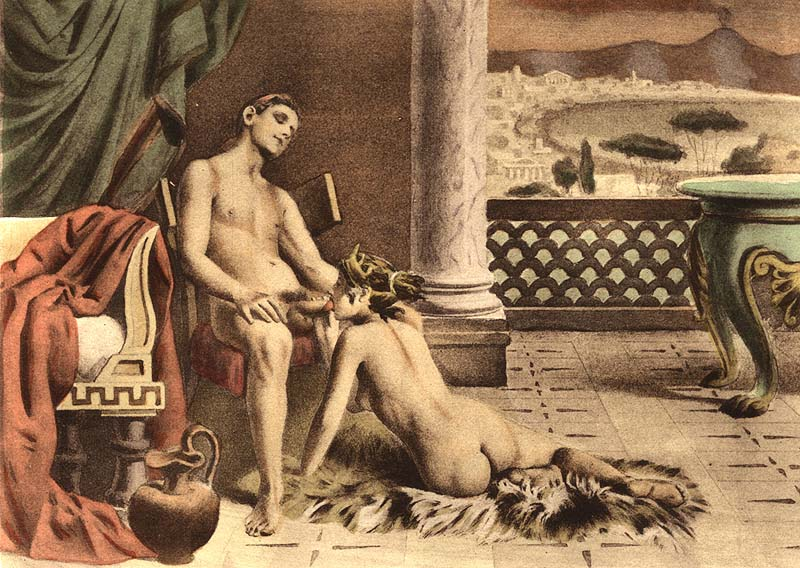
阿夫里爾對咂陽的描繪

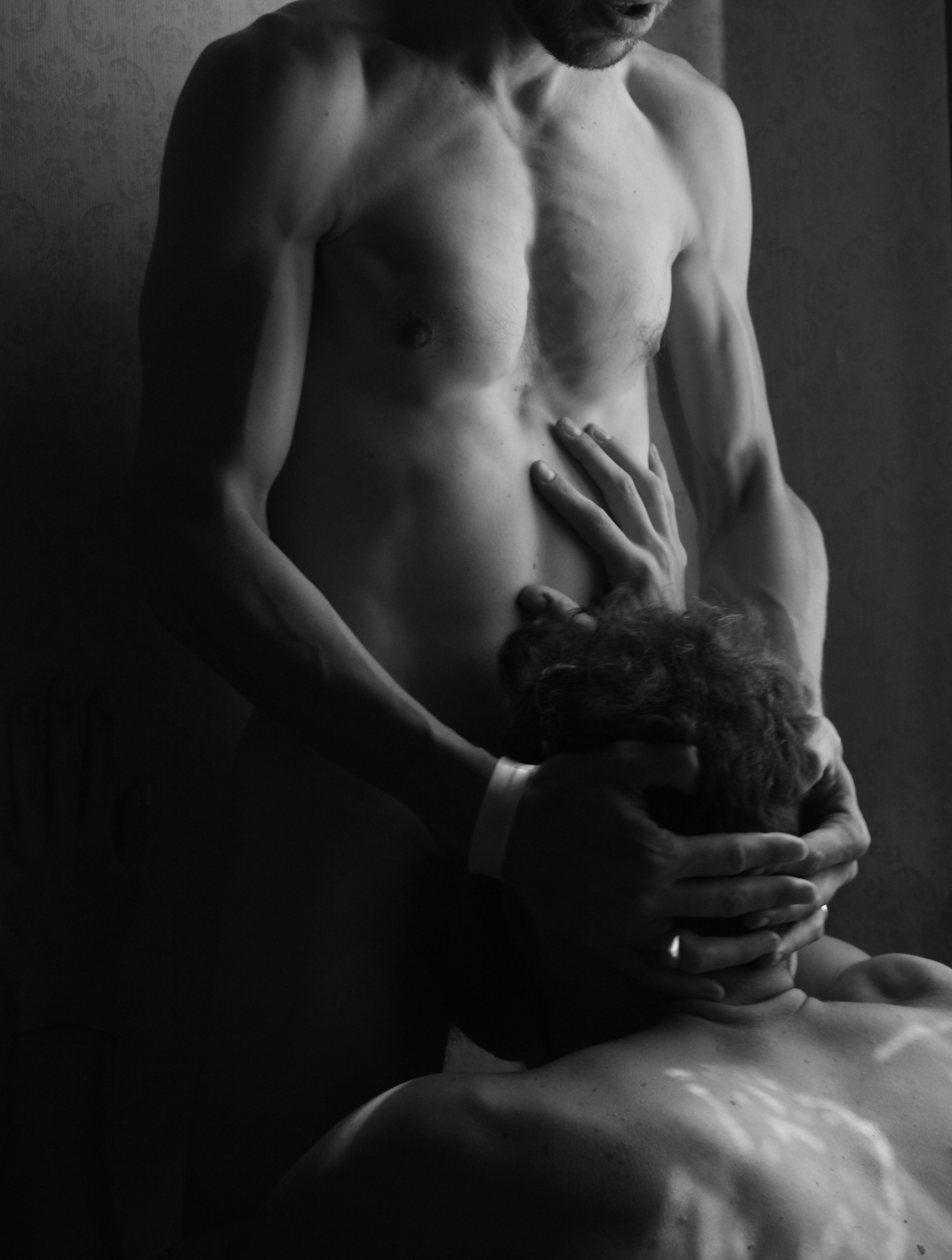
正在從事咂陽的兩名男子

可把為他人咂陽者稱作「給予方」，被他人咂陽者則可稱作「接受方」。咂陽可以使从事者進入性興奮狀態，咂陽接受方一般能从中達至性高潮和射精。咂陽可視作在進行像性交和肛交般的性行為之前的前戲；或視其本身就是一種加強身體親密和激起性慾的行為。儘管咂陽接受方一般是男性，但其性伴侣則不受限於此。而將阴茎主動推進口中的行为則稱为「irrumatio」，但在英語中此一用語鮮少使用。
咂陽的必要達成條件是一名男性性伴侣的阴茎跟至少一名從事者或自己的口腔或喉嚨接觸，然後給予方或接受方會以類似性交和肛交的節奏上下移動，務求阴茎能跟口腔磨擦；唾液則在当中充当着潤滑劑的角色。此外給予方需注意自己的牙齒，避免刮傷或咬傷阴茎。咂陽接受方可以以握住其伴侶的頭的方式來掌控節奏；接受方的伴侣也可以以口腔來舔舐、吮吸和吻其陰莖。咂陽的方式還包括以口腔刺激陰囊——不論是以舔舐、吮吸還是將整個陰囊帶入口中的方式刺激之。
咂陽对一些人而言是很难做到的，因为他們相对較为容易發生咽反射。出現該反射的容易程度因人而異，有些人亦學會了如何抑制反射。深喉是咂陽的其中一种方式，當中接受方会將整根勃起的陰莖深深地進入給予方的口腔，繼使其到達喉嚨。
美國作家南希·弗赖迪的著作《投入情網的男性——男性性幻想：戰勝憤怒的愛情》（Men in Love - Men's Sexual Fantasies: The Triumph of Love over Rage）指出，吞嚥精液能增加接受方对給予方的親密度。接受口交者可从中獲得直接的性刺激，而他的伴侶則可能因此而感到滿足。「為伴侶口交」和「伴侶為自己口交」可在像69式和菊链般的體位中同时進行。
当像陰莖-陰道交般的其他侵入性行为难以進行时，咂陽便可能成为其代替行動。例如陰道性交於懷孕後期階段可能会變得难以進行，但有些伴侣想在此一階段维持親密关系，故此便選擇了咂陽。另外若某名女性因害怕失貞和怀孕等顧慮，而不想進行陰道性交，其亦可能選擇为伴侣咂陽。
具有足夠身体柔軟度和/或陰莖大小的男性有可能能進行自我口交，此一行为一般稱作「自我咂陽」。只有少數男性的身体柔軟度和/或陰莖大小能夠足以應付自我咂陽所必需的前屈動作。

## 咂陽與健康

### 性傳播疾病
像衣原體、人類乳突病毒、淋病、單純皰疹病毒、肝炎般的病原體和疾病可在口交中傳播。與感染人類免疫缺陷病毒（一種引起愛滋病的病毒）的人交換體液便有機會遭該種病毒感染。然而與陰道交或肛交相比，口交傳播性感染疾病的風險明顯較低。在眾多傳播HIV病毒的途徑當中，口交的風險是最低的。
如果口交接受方的生殖器有傷口，或是給予方的口中有傷口、開放性潰瘍，以及牙齦出血，那麼傳播性感染疾病的風險則會增加。在口交之前或之後刷牙、使用牙線，以及光顧牙科服務皆有可能增加傳播的風險，因為這些活動都有機會劃傷口腔。不論多麼微少的傷口，都會增加性感染疾病透過口腔傳播的機會。此外上述情況亦會增加當事人感染常見於生殖器區域的細菌和病毒。由於上述種種因素，所以醫學文獻一般建議在與不知道有沒有感染性傳播疾病的伴侶從事口交時使用避孕套或其他有效的屏障器具。

### HPV和口腔癌的關係
研究已發現與受人類乳突病毒感染的人士一同從事口交跟患上口腔癌有着相關性。一項於2005年發表的研究表明，跟人類乳突病毒攜帶者從事無採取任何保護措施的口交可能會增加患上口腔癌的風險。該研究發現36％的口腔癌患者受到人類乳突病毒感染；沒患上口腔癌的對照組則只有1％受其感染。
另一項於2007年發表的研究則指出口交與咽喉癌之間有着明顯的相關性。負責該研究的研究者相信其背後的原因是人類乳突病毒會在口交中傳播。大多數子宮頸癌病例與感染人類乳突病毒有關，且許多研究都在咽喉癌組織中檢測到該種病毒。該研究最後得出結論，與從不從事口交者相比，一生中與1-5名伴侶從事口交的患上咽喉癌的風險大約增加了1倍；與多於5名伴侶從事口交者的相關風險則增加250％。

### 精液的攝取
臨床研究暫時認为咂陽與免疫調節兩者之間有所聯繫，認为其可能會減少懷孕期間出現併發症的機會。現有观察指出妊娠毒血症較少出現於經常咂陽的女性身上，當中風險又以吞取伴侶精液者为最少。結果與精液含有TGF-β1的事實一致，攝取TGF-β1的女性較少機會會發生免疫反應所引起的妊娠毒血症。但即使如此，攝取TGF-β1的途徑並非只有咂陽此一行为。

## 文化與宗教意義

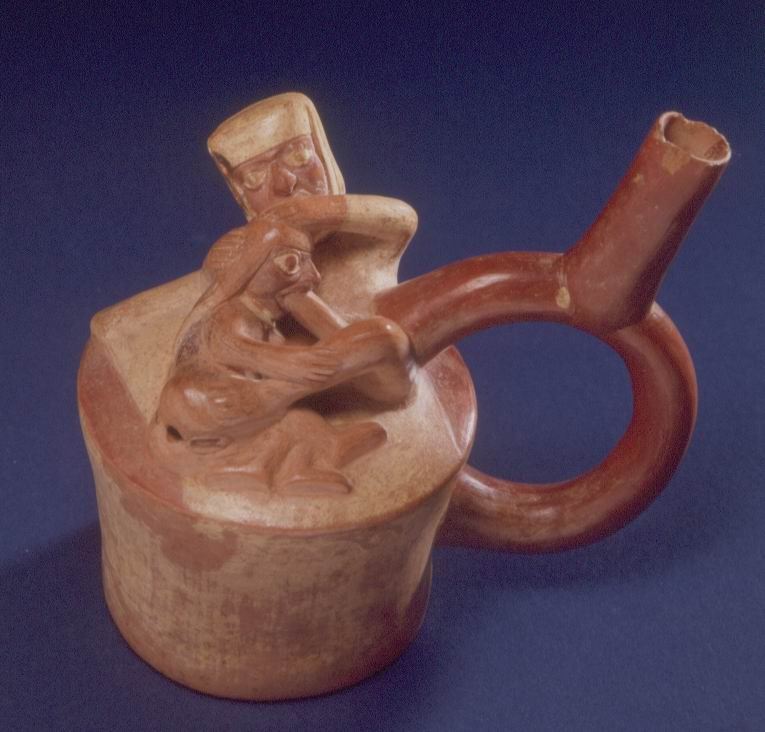
祕魯國家人類進化博物館中所收藏關於摩切人於公元後300年所製作的陶器

### 精液攝取
在1976年末期以前，醫生曾經建議懷孕8到9個月的婦女不要吞下精液，因為擔心如此可能造成早產，現今則認為多慮。攝取精液對一些文化而言是一件十分重要的事。巴魯亞文化有一個與咂陽有关的儀式，当中男孩們会为年輕男性口交，喝取他們所射出的精液，以使自己能「在婚前重生」。新幾內亞尚比亞部落的所有男性從七歲開始便要为該部落的青少年咂陽，因為当地人認为定期攝入較年長男性的精液對於青春期前的男孩的性成熟過程和男性氣質是必要的。當男孩進入青春期中期時，其角色便會反過來，成为咂陽接受者。

### 避免失貞
口交常被用作一種避免失貞的手段，異性伴侶當中更是如此：此類情況常遭稱作「技術性保貞」（其他技術性保貞手段包括肛交、互相撫慰等非進入式性行為）。技術性保貞此一概念在西方青年當中甚為流行：一名青少女子為其男朋友咂陽的可能目的除了避免失貞以外，还可能以其作为维持親密關係或避孕的一种手段。青少年從事咂陽的另一可能原因則是同儕壓力及他們對性活動的介紹。此外，男同性戀者也可能認為咂陽是避免失貞的一种手段，因為他們視陰莖－肛交如同性交，並會導致失貞。而其他男同性戀者會以口交作為他們最主要的性活動。

### 歷史
自從莱斯沃斯岛的女性介紹如何以嘴唇來使一名男性獲得性愉悅後，羅馬帝國的皇帝加里恩努斯便稱咂陽為「lesbiari」。
古印度人的欲经的歷史可以溯及到公元後一世紀，其中對於口交也有所描述，其用了詳盡的篇幅其去描述咂陽，對於舔陰（cunnilingus）的部分則較少。不過根據印度欲经的說法，咂陽乃是太監（另有翻譯認為是同性戀者或海吉拉）特有的性交方式，他們用嘴巴來代替女性的生殖器。

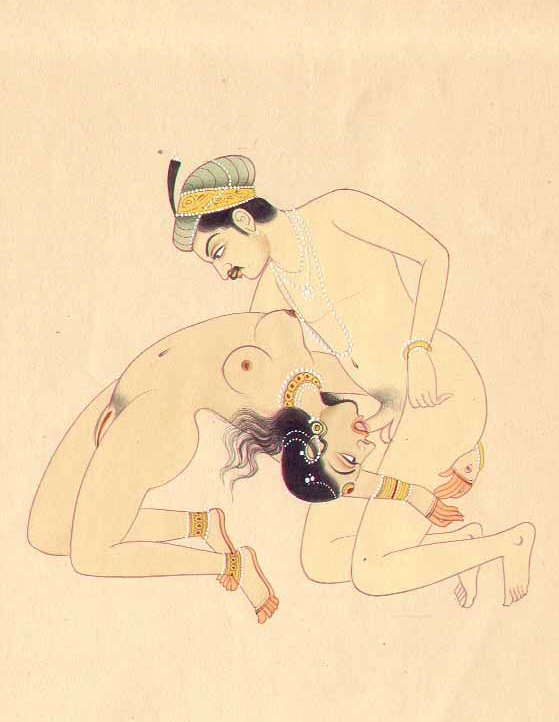
印度欲经中描繪的咂陽

另外，印度欲经的作者也指出，陰莖口交是「淫蕩婦女」才會從事的性行為，並且表示在多數傳統中，認為是一種貶損身分或不潔淨的行為，且在該國的大部分地區，咂陽的人將被排斥成為性伴侶。該作者似乎在某種程度上也同意這些觀點，並且認為一個「聰明的男人」不應該熱衷於從事此種形式的性行為，不過在某些作者未明確說明的特殊案例中被認為適當。
宗教歷史學家米爾恰·伊利亞德表示，印度教教徒透過密續瑜珈的修練，希望能達到超越年老和死亡並且達到「涅槃」狀態。而密續瑜珈強調必須要保持住體內具有生機的液體，梵語本中描述，假如瑜珈修練者要避免落入死亡和時間的法則中，則精液不能射出。
而在古祕魯的摩切文化中所崇尚的日常生活包含了性行為。他們在所製作的陶器上表現咂陽。

### 合法性
咂陽在大多數國家中屬合法行為。某些司法管轄區的性罪行相關法律將咂陽定性為性侵入行為，但一般不会像肛交或婚外性行為般特定立法禁止之。在伊斯蘭教的經典中，明確禁止於月經週期間從事經期性行為和肛交 。但關於咂陽的議題，現代伊斯蘭學者則爭論不休。權威學者認為這行為「令人反感」，因為被認為是不潔的液體將在射出時與嘴巴有所接觸。不過另外有人強調，並沒有決定性的證據認為必須禁止。
咂陽在部分伊斯蘭教國家，如馬來西亞屬違法行為，但此一法規鮮少會執行。根據該國刑法第377A條，以陰莖進入他人的肛門或口腔，屬於「違反自然規律的性交行為」，得處20年以下有期徒刑或鞭刑。

## 動物的咂陽
現有觀察指出屬狐蝠科的動物會從事吮陽。屬狐蝠科的犬蝠會在交配时從事吮陽；若雌性犬蝠在交配時為雄性吮陽，那麼牠們的交配時間便會相對地延長。人們亦觀察到雄性科摩羅狐蝠會為同性吮陽，但目前尚不了解这种行为的本質是一种性行為还是一种社交梳理行為。小笠原狐蝠亦同樣會為同性吮陽，且其跟社會梳理无关。